# Croix de cimetière de La Digne-d'Aval
La croix de cimetière de La Digne-d'Aval est une croix située à La Digne-d'Aval, en France.

## Localisation
La croix est située sur la commune de La Digne-d'Aval, dans le département français de l'Aude. Elle est intégrée dans le mur d'enceinte du cimetière, le long de l'avenue de la Liberté.

## Historique
L'édifice est classé au titre des monuments historiques en 1913.